# Babja luknja
Babja luknja este o arie protejată (arie specială de conservare — SAC, sit de importanță comunitară — SCI) din Slovenia întinsă pe o suprafață de 28,44 ha, integral pe uscat.

## Localizare
Centrul sitului Babja luknja este situat la coordonatele 46°08′02″N 14°23′26″E / 46.1338°N 14.3906°E.

## Înființare
Situl Babja luknja a fost declarat sit de importanță comunitară în aprilie 2004 pentru a proteja un număr necunoscut de specii din flora spontană și fauna sălbatică aflate în arealul zonei. Situl a fost protejat și ca arie specială de conservare în februarie 2012.

## Biodiversitate
Situată în ecoregiunile alpină și continentală, aria protejată conține 1 habitat natural: Peșteri inaccesibile publicului.
La baza desemnării sitului se află un număr nedeclarat de specii protejate.